# Bollendorp
Bollendorp is een buurtschap in de gemeente Heiloo in de provincie Noord-Holland.
Bollendorp is gelegen tussen Heiloo en Limmen in. Bollendorp is een vrij oude plaats. Vaak wordt gedacht dat de plaats zijn naam ontleent aan de bollenteelt, die er inderdaad sterk aanwezig is. Bollen verwijst echter naar de oude benaming bolle, wat een heuvel op geestgrond betekent en lijkt op een terp.
De plaats bestaat ook langer dan er bloembollen worden geteeld. In de tiende eeuw komt de plaats al voor als 'Bollunthorp'. In dezelfde tijd was er een tweede kern bij Bollendorp, 'Suetan' of in het Latijn 'Smithan' geheten. Deze kern is uiteindelijk verdwenen of opgegaan in Bollendorp.
Dorpen: Heiloo       Buurtschappen: Bollendorp · Kaandorp · Kapel · Oosterzij (deels)
Noord-Holland: Steden en dorpen      Nederland: Provincies · Gemeenten